# Krigsfångarna (film)
Krigsfångarna (franska: Le Passage du Rhin) är en fransk-tysk-italiensk dramafilm från 1960 i regi av André Cayatte.

## Utmärkelser
Filmen vann Guldlejonet vid Filmfestivalen i Venedig 1960.

## Rollista i urval
- Charles Aznavour - Roger Perrin
- Nicole Courcel - Florence
- Georges Rivière - Jean Durrieu
- Cordula Trantow - Helga
- Betty Schneider - Alice
- Georges Chamarat - bagaren
- Colette Régis - bagarens hustru
- Alfred Schieske - Fritz Kessler
- Ruth Hausmeister - fru Kessler
- Oscar Albrecht - borgmästaren
- Jean Marchat - Michel Delmas
- Michel Etcheverry - Ludovic
- Lotte Ledl - Lotte
- Nerio Bernardi - Rodier
- Benno Hoffmann - Otto
- Henri Lambert - Louis
- David Tonnelli - bartendern